# Kelly Key
Kelly de Almeida Afonso Freitas (Río de Janeiro, 3 de marzo de 1983), más conocida como Kelly Key, es una cantante luso-brasileña, conocida como "la Princesa del Pop brasileño", ha vendido más de 5 millones de copias y convertido en una exitosa empresaria en Portugal y Angola.

## Carrera
Key lanzó su álbum debut homónimo en el 2001, a la temprana edad de 17 años. Su primer sencillo fue "Escondido". La canción "Baba Baby" fue muy tocado en las radios y gracias a esto, el álbum fue de 2x platino e en Brasil, y fue lanzado en Portugal y Chile.
Además, los dos primeros sencillos de Key comprenden de un alto contenido explícito y sexual, los álbumes están dirigidos a menores. El álbum, más tarde lanzaría dos exitosos sencillos: "Cachorrinho" ("Perrito") que trata sobre un hombre irritable y su eventual aprehensión de la realidad y de su relación con su jefa, y "Anjo" ("Ángel"), una triste balada. Ambas canciones se convirtieron en un éxito radial.
Ella creó una muñeca, una línea de zapatos y una gran cantidad de productos destinados para niñas adolescentes.
Ese mismo año, Kelly fue el centro de la noticia después de que apareciera en todas las portadas de las revistas de chismes, debido a su amistoso divorcio con el cantante Latino y la participación en varias portadas de revistas Playboy.
En el 2003, lanzó su segundo álbum Do Meu Jeito (A mi manera). El primer sencillo, "Adoleta" tuvo mucho éxito, fue muy tocado en las radios de lusófonas.
En el 2005, Key lanzó su segundo álbum homónimo. En respuesta a las demandas comerciales de los contenidos explícitamente para niños. El primer sencillo del álbum relata una situación donde el novio de Kelly corteja a su mejor amigo; aunque, el sencillo más exitoso del álbum fue "Sou Barbie Girl", una versión del sencillo "Barbie Girl" de la banda Aqua de 1998.

## Filmografía
| Programas de Televisión | Programas de Televisión          | Programas de Televisión | Programas de Televisión        |
| Año                     | Título                           | Rol                     | Notas                          |
| ----------------------- | -------------------------------- | ----------------------- | ------------------------------ |
| 1999                    | SP&C                             | presentadora            |                                |
| 2004                    | Band Kids                        | presentadora            |                                |
| 2004                    | Contando Histórias com Kelly Key | presentadora            |                                |
| 2006                    | Dança dos Famosos                | Ella misma/Concursante  | Segunda Temporada              |
| 2008                    | Astros                           | Ella misma/Jurado       | Segunda Temporada, 2 episodios |
| 2009                    | Hoje em Dia Especial             | presentadora            | 2009–2010                      |
| 2009                    | Mestres do Ilusionismo           | presentadora            | Segunda Temporada              |
| 2010                    | Game Show de Verão               | presentadora            | 2010–2011                      |
| 2014                    | Domingo Da Gente                 | presentadora            | 1 programa                     |
| Telenovelas             |                                  |                         |                                |
| Año                     | Título                           | Rol                     | Notas                          |
| 2003                    | Celebridade                      | Ella misma              | Aparición                      |
| 2005                    | Prova de Amor                    | Ella misma              | Aparición                      |
| Películas               |                                  |                         |                                |
| Año                     | Título                           | Rol                     | Notas                          |
| 2003                    | O Cupido Trapalhão               | Ella misma              |                                |